# Gavin Bazunu
Gavin Okeroghene Bazunu (Dublín, 20 de febrero de 2002) es un futbolista irlandés que juega de portero en el Southampton F. C. de la EFL Championship.

## Inicios y vida personal
Nacido en Dublín, se crio en el suburbio de Firhouse. Es de origen nigeriano.

## Trayectoria

### Shamrock Rovers
Tras pasar por la academia del Shamrock Rovers F. C., debutó con el primer equipo del Rovers el 9 de junio de 2018 en la victoria por 5-0 en casa ante el Bray Wanderers F. C., con 16 años. El seleccionador Stephen Bradley declaró que, a pesar de no querer "lanzar [a los jóvenes porteros] tan pronto", estaba "preparado" para su debut en el primer equipo. Disputó otros tres partidos con el Shamrock Rovers en la Premier Division de la Liga de Irlanda 2018. Entre ellas, una parada de penalti en el Cork que supuso mantener la portería a cero en cuatro ocasiones en la liga.

### Manchester City
El 6 de septiembre de 2018 se anunció que había fichado por el Manchester City F. C. de la Premier League por una cantidad no revelada que, según se informó, fue de 420 000 libras esterlinas, aunque no se ha fijó una fecha de incorporación, ya que Bazunu quiso completar su formación en el sistema educativo irlandés. Al mes siguiente, se anunció que había firmado un precontrato con el Manchester City, con lo que inicialmente se acordó que se incorporaría al club en verano de 2019, antes de que se adelantara a febrero de ese mismo año. Debutó con el equipo sub-18 el día 9 contra el Stoke City sub-18.
Fue incluido en la lista de convocados del Manchester City para la Liga de Campeones de la UEFA para el partido de vuelta de los octavos de final contra el Real Madrid C. F. en agosto de 2020.

#### Préstamos al Rochdale y al Portsmouth
Firmó una prórroga de su contrato con el Manchester City hasta 2024 y ese mismo mes se incorporó al Rochdale A. F. C. de la EFL League One en calidad de cedido por una temporada. Fue titular y mantuvo la portería a cero en su debut el 5 de septiembre de 2020 en una victoria por 1-0 en la Copa de la Liga a domicilio ante el Huddersfield Town A. F. C., e hizo su primera aparición en la liga la semana siguiente en una derrota por 3-1 en el Swindon Town F. C.
El 1 de julio de 2021 se marchó cedido al Portsmouth F. C. para la temporada 2021-22. Fue nombrado Jugador del club y Jugador de la temporada.

### Southampton
El 17 de junio de 2022 se unió al Southampton F. C. con un contrato de cinco años.

## Selección nacional
Jugó con la República de Irlanda en las categorías inferiores sub-17 y sub-21.
En marzo de 2021 fue convocado por primera vez a la selección absoluta de la República de Irlanda para la clasificación para la Copa Mundial de la FIFA 2022. Debutó en una derrota por 1-0 el día 27 contra Luxemburgo.

## Estadísticas

### Clubes
Actualizado al último partido disputado el 13 de abril de 2024.
| Shamrock Rovers F. C. Irlanda         | 1.ª           | 2018          | 4   | 0   | 0  | 0  | 2 | 2 | 4   | 0   |
| Shamrock Rovers F. C. Irlanda         | Total club    | Total club    | 4   | 0   | 0  | 0  | 2 | 2 | 6   | 2   |
| Rochdale A. F. C. Inglaterra          | 3.ª           | 2020-21       | 29  | 55  | 3  | 4  | — | — | 32  | 59  |
| Rochdale A. F. C. Inglaterra          | Total club    | Total club    | 29  | 55  | 3  | 4  | 0 | 0 | 32  | 59  |
| Portsmouth F. C. Inglaterra           | 3.ª           | 2021-22       | 44  | 51  | 2  | 2  | — | — | 46  | 53  |
| Portsmouth F. C. Inglaterra           | Total club    | Total club    | 44  | 51  | 2  | 2  | 0 | 0 | 46  | 53  |
| Southampton F. C. Inglaterra          | 1.ª           | 2022-23       | 32  | 56  | 5  | 5  | — | — | 37  | 61  |
| Southampton F. C. Inglaterra          | 2.ª           | 2023-24       | 41  | 54  | 0  | 0  | — | — | 41  | 54  |
| Southampton F. C. Inglaterra          | 1.ª           | 2024-25       | 0   | 0   | 0  | 0  | — | — | 0   | 0   |
| Southampton F. C. Inglaterra          | Total club    | Total club    | 73  | 110 | 5  | 5  | 0 | 0 | 78  | 115 |
| Total carrera                         | Total carrera | Total carrera | 150 | 216 | 10 | 11 | 2 | 2 | 161 | 229 |
| (1) Hace referencia a goles encajados |               |               |     |     |    |    |   |   |     |     |